# Arendal Fotball 2017
Questa voce raccoglie le informazioni riguardanti l'Arendal Fotball nelle competizioni ufficiali della stagione 2017.

## Stagione
A seguito del 1º posto nel girone di competenza della 2. divisjon 2016 ed alla conseguente promozione, l'Arendal è stato chiamato ad affrontare il primo campionato di 1. divisjon della sua storia, oltre al Norgesmesterskapet. Il 20 dicembre è stato compilato il calendario del nuovo campionato, che alla 1ª giornata avrebbe visto la squadra andare a far visita al Mjøndalen, nel weekend dell'1-2 aprile 2016.
Il 21 marzo 2017, Sune Kiilerich è stato nominato capitano. Il 12 giugno, l'allenatore Knut Tørum è stato sollevato dall'incarico, con la squadra al 15º posto; al suo posto è stato ingaggiato Mattias Andersson, proveniente dal Flekkerøy. Il 3 luglio, Andersson ha scelto Øyvind Dahlseth come suo assistente.
Il 7 aprile è stato sorteggiato il primo turno del Norgesmesterskapet 2017: l'Arendal avrebbe fatto visita al Tønsberg. Superato questo ostacolo, l'Arendal è stato eliminato al secondo turno della manifestazione dal Notodden.
L'Arendal ha chiuso l'annata al 16º posto finale, retrocedendo pertanto in 2. divisjon.

## Maglie e sponsor
Lo sponsor tecnico per la stagione 2017 è stato Adidas, mentre lo sponsor ufficiale è stato ADRX. La divisa casalinga era composta da una maglietta bianca con inserti blu, con pantaloncini neri e calzettoni bianchi. Quella da trasferta prevedeva una maglia blu con rifiniture bianche, con pantaloncini e calzettoni blu.
| Casa | Trasferta |

## Rosa
| N. |                        | Ruolo | Calciatore                |
| -- | ---------------------- | ----- | ------------------------- |
| 1  | Norvegia (bandiera)    | P     | Jostein Aaland            |
| 2  | Danimarca (bandiera)   | D     | Matias Fjeldal Olsen      |
| 3  | Norvegia (bandiera)    | D     | Dejan Corovic             |
| 4  | Norvegia (bandiera)    | D     | Marius Andersen           |
| 5  | Norvegia (bandiera)    | C     | Tobias Henanger           |
| 6  | Kosovo (bandiera)      | D     | Avni Pepa                 |
| 6  | Norvegia (bandiera)    | D     | Sven Fredrik Stray        |
| 7  | Norvegia (bandiera)    | D     | Petar Rnkovic             |
| 8  | Danimarca (bandiera)   | A     | Rasmus Christensen        |
| 9  | Norvegia (bandiera)    | A     | Wilhem Pepa               |
| 10 | Danimarca (bandiera)   | C     | Jakob Rasmussen           |
| 11 | Norvegia (bandiera)    | C     | Ylldren Ibrahimaj         |
| 12 | Norvegia (bandiera)    | P     | Anders Gundersen          |
| 13 | Danimarca (bandiera)   | D     | Sune Kiilerich (capitano) |
| 14 | Norvegia (bandiera)    | C     | Tobias Olsvik             |
| 16 | Paesi Bassi (bandiera) | D     | Vlatko Lazić              |
| 16 | Norvegia (bandiera)    | A     | Ole Marius Håbestad       |

| N. |                                 | Ruolo | Calciatore            |
| -- | ------------------------------- | ----- | --------------------- |
| 17 | Nigeria (bandiera)              | C     | Thompson Ekpe         |
| 17 | Danimarca (bandiera)            | A     | Adnan Mohammad        |
| 18 | Brasile (bandiera)              | A     | Darlan                |
| 18 | Norvegia (bandiera)             | A     | Steinar Berås         |
| 19 | Norvegia (bandiera)             | A     | Fabian Ness           |
| 20 | Bosnia ed Erzegovina (bandiera) | A     | Adi Marković          |
| 21 | Svezia (bandiera)               | D     | Viktor Lövgren        |
| 22 | Norvegia (bandiera)             | A     | Hakeem Wilkinson      |
| 23 | Norvegia (bandiera)             | C     | Aleksandar Corovic    |
| 24 | Danimarca (bandiera)            | P     | Marco Priis Jørgensen |
| 25 | Norvegia (bandiera)             | D     | Anders Hella          |
| 26 | Norvegia (bandiera)             | C     | Lars Kilen            |
| 27 | Norvegia (bandiera)             | A     | Kee Deeku             |
| 28 | Norvegia (bandiera)             | C     | Tasso Dwe             |
| 29 | Norvegia (bandiera)             | C     | Anders Hylen Pedersen |
| 30 | Norvegia (bandiera)             | P     | Michal Holst-Pedersen |
| 39 | Ungheria (bandiera)             | A     | Péter Kovács          |

## Calciomercato

### Sessione invernale(dal 01/01 al 31/03)
| Arrivi | Arrivi           | Arrivi       | Arrivi     |
| R.     | Nome             | da           | Modalità   |
| ------ | ---------------- | ------------ | ---------- |
| P      | Anders Gundersen | Strømsgodset | definitivo |
| D      | Dejan Corovic    |              | svincolato |
| D      | Sune Kiilerich   |              | svincolato |
| A      | Adnan Mohammad   | Nordsjælland | definitivo |
| A      | Fabian Ness      | Moss         | definitivo |

| Partenze | Partenze          | Partenze  | Partenze   |
| R.       | Nome              | a         | Modalità   |
| -------- | ----------------- | --------- | ---------- |
| P        | Andreas Hoppestad | Flekkerøy | definitivo |
| D        | Jeremie Elepo     |           | svincolato |
| A        | Nicolai Aas       | Vindbjart | definitivo |
| A        | Christian Tveit   | Flekkerøy | definitivo |

### Tra le due sessioni
| Arrivi | Arrivi | Arrivi | Arrivi   |
| R.     | Nome   | da     | Modalità |
| ------ | ------ | ------ | -------- |

| Partenze | Partenze           | Partenze | Partenze   |
| R.       | Nome               | a        | Modalità   |
| -------- | ------------------ | -------- | ---------- |
| D        | Sven Fredrik Stray |          | svincolato |
| A        | Adnan Mohammad     |          | svincolato |

### Sessione estiva(dal 20/07 al 16/08)
| Arrivi | Arrivi        | Arrivi     | Arrivi     |
| R.     | Nome          | da         | Modalità   |
| ------ | ------------- | ---------- | ---------- |
| D      | Vlatko Lazić  |            | svincolato |
| D      | Avni Pepa     |            | svincolato |
| C      | Thompson Ekpe | Molde      | definitivo |
| A      | Darlan        | Olaria     | definitivo |
| A      | Péter Kovács  | Sandefjord | definitivo |

| Partenze | Partenze            | Partenze   | Partenze   |
| R.       | Nome                | a          | Modalità   |
| -------- | ------------------- | ---------- | ---------- |
| A        | Steinar Berås       | IL Express | definitivo |
| A        | Kee Deeku           | IL Express | definitivo |
| A        | Ole Marius Håbestad | IL Express | definitivo |

### Dopo la sessione estiva
| Arrivi | Arrivi                | Arrivi    | Arrivi   |
| R.     | Nome                  | da        | Modalità |
| ------ | --------------------- | --------- | -------- |
| P      | Marco Priis Jørgensen | Mjøndalen | prestito |

| Partenze | Partenze | Partenze | Partenze |
| R.       | Nome     | a        | Modalità |
| -------- | -------- | -------- | -------- |

## Risultati

### 1. divisjon

#### Girone di andata
| Arbitro: | Moen (Oslo) |

|                         |           |             |
| Boye 22’ Sælid Sell 75’ | Marcatori | 56’ Rnkovic |

| Arbitro: | Borgersen (Oslo) |

|               |           |                              |
| Ibrahimaj 52’ | Marcatori | 67’ Aalbu 89’ Ødemarksbakken |

| Arbitro: | Haugen (Rælingen) |

|                               |           |          |
| Karlsen 45’ Øwre Gjertsen 69’ | Marcatori | 90’ Pepa |

| Arbitro: | Aslam |

|                 |           |  |
| Rnkovic 7’, 35’ | Marcatori |  |

| Arbitro: | Jonsson Trædal (Oslo) |

|           |           |  |
| Rasch 62’ | Marcatori |  |

| Arbitro: | Moen (Oslo) |

|             |           |          |
| Rnkovic 39’ | Marcatori | 69’ Lind |

| Arbitro: | Amland (Bergen) |

|  |           |                              |
|  | Marcatori | 25’ Udoh 31’ Tønne 90’ Stene |

| Arbitro: | Haugen (Rælingen) |

|                        |           |                                     |
| Ericsson 8’ Maykel 28’ | Marcatori | 60’ Ness 64’ Rasmussen 83’ Mohammed |

| Arbitro: | Følstad Skarsem (Trondheim) |

|  |           |                                     |
|  | Marcatori | 37’ Nersveen 84’ Hagen 90’ Bellhcen |

| Arbitro: | Borgersen (Oslo) |

|          |           |          |
| Brix 87’ | Marcatori | 48’ Pepa |

| Arbitro: | Gjermshus (Oslo) |

|               |           |                     |
| Rasmussen 87’ | Marcatori | 53’, 70’ H. Lysvoll |

| Ulset 11 giugno 2017, ore 18:00 12ª giornata                                              | Åsane     | 2 – 2 referto               | Arendal | Myrdal Gress (403 spett.) |
| \| \| \| \| \| Hagos 19’ Herrem 88’ (rig.) \| Marcatori \| 4’ Pepa 23’ (aut.) Østgaard \| |           |                             |         |                           |
|                                                                                           |           |                             |         |                           |
| Hagos 19’ Herrem 88’ (rig.)                                                               | Marcatori | 4’ Pepa 23’ (aut.) Østgaard |         |                           |

| Arbitro: | Haugen (Rælingen) |

|                      |           |                                             |
| Rasmussen 23’ (rig.) | Marcatori | 34’ Leikvoll Moberg 39’ Opseth 73’ Bjørnbak |

| Arbitro: | Moen (Oslo) |

|                                          |           |               |
| N'Guessan 29’ Stray 60’ (aut.) Antwi 89’ | Marcatori | 49’ Kiilerich |

| Arbitro: | Borgersen (Oslo) |

|                          |           |                                        |
| Ness 23’ Christensen 90’ | Marcatori | 32’ Sola 35’ Kristoffersen 60’ Eriksen |

#### Girone di ritorno
| Arbitro: | Gjermshus (Oslo) |

|            |           |                      |
| Ahamed 72’ | Marcatori | 45’ (rig.) Rasmussen |

| Arbitro: | Hansen (Oslo) |

|  |           |                |
|  | Marcatori | 56’ Stephensen |

| Arbitro: | Følstad Skarsem (Trondheim) |

|                                                  |           |  |
| Olsen 9’ Saltnes 49’ (rig.) Opseth 66’, 73’, 74’ | Marcatori |  |

| Arbitro: | Hansen Grøtta |

|  |           |                                       |
|  | Marcatori | 14’ Rasch 47’ Østigård Ness 85’ Kachi |

| Arbitro: | Tennøy (Bergen) |

|                        |           |                                         |
| Hagen 34’ Colubali 59’ | Marcatori | 31’ Rasmussen 45’ Ibrahimaj 46’ W. Pepa |

| Arbitro: | Hauge (Bergen) |

|          |           |                     |
| Ekpe 41’ | Marcatori | 90’ (rig.) Kapidžić |

| Arbitro: | Hansen Grøtta |

|                                 |           |                             |
| Tønne 53’ (rig.) Stene 89’, 90’ | Marcatori | 12’ Lövgren 38’ Christensen |

| Arbitro: | Borgersen (Oslo) |

|  |           |               |
|  | Marcatori | 82’ Rasmussen |

| Arbitro: | Haugen (Rælingen) |

|  |           |            |
|  | Marcatori | 90’ Hellum |

| Arbitro: | Hansen (Oslo) |

|                                                     |           |  |
| Songani 2’ Enkerud 9’, 39’ N'Diaye 26’ H. Cirak 31’ | Marcatori |  |

| Arbitro: | Aslam |

|                           |           |  |
| Christensen 45’, 46’, 58’ | Marcatori |  |

| Arbitro: | Hauge (Bergen) |

|                       |           |               |
| Nisja 23’ Vevatne 90’ | Marcatori | 61’, 66’ Ness |

| Arbitro: | Rafiq (Oslo) |

|  |           |                       |
|  | Marcatori | 20’, 24’ Lie Skålevik |

| Arbitro: | Smehus Kringstad (Oslo) |

|                                                 |           |                      |
| Ødemarksbakken 30’, 60’, 85’ (rig.) Solberg 89’ | Marcatori | 18’ Lazić 90’ Kovács |

| Arbitro: | Gjermshus (Oslo) |

|          |           |                      |
| Ness 19’ | Marcatori | 38’, 54’ Reginiussen |

### Norgesmesterskapet
| Tønsberg 26 aprile 2017, ore 18:00 Primo turno                                                                        | Tønsberg  | 3 – 5 referto                                 | Arendal | Tønsberg Gressbane |
| \| \| \| \| \| Østli 22’ Wallem 85’ Brinck Rygel 90’ \| Marcatori \| 5’ Pepa 16’, 105’ Ibrahimaj 90’ Ness 117’ Dwe \| |           |                                               |         |                    |
| |           |                                               |         |                    |
| Østli 22’ Wallem 85’ Brinck Rygel 90’                                                                                 | Marcatori | 5’ Pepa 16’, 105’ Ibrahimaj 90’ Ness 117’ Dwe |         |                    |

| Arendal 25 maggio 2017, ore 18:00 Secondo turno                       | Arendal   | 1 – 2 referto         | Notodden | Arendal Kunstgress (466 spett.) |
| \| \| \| \| \| Ibrahimaj 78’ \| Marcatori \| 54’ Hustad 87’ Hoseth \| |           |                       |          |                                 |
|                                                                       |           |                       |          |                                 |
| Ibrahimaj 78’                                                         | Marcatori | 54’ Hustad 87’ Hoseth |          |                                 |

## Statistiche

### Statistiche di squadra
| Competizione       | Punti | In casa | In casa | In casa | In casa | In casa | In casa | In trasferta | In trasferta | In trasferta | In trasferta | In trasferta | In trasferta | Totale | Totale | Totale | Totale | Totale | Totale | DR  |
| Competizione       | Punti | G       | V       | N       | P       | Gf      | Gs      | G            | V            | N            | P            | Gf           | Gs           | G      | V      | N      | P      | Gf     | Gs     | DR  |
| ------------------ | ----- | ------- | ------- | ------- | ------- | ------- | ------- | ------------ | ------------ | ------------ | ------------ | ------------ | ------------ | ------ | ------ | ------ | ------ | ------ | ------ | --- |
| 1. divisjon        | 21    | 15      | 2       | 2       | 11      | 13      | 27      | 15           | 3            | 4            | 8            | 20           | 35           | 30     | 5      | 6      | 19     | 33     | 62     | -29 |
| Norgesmesterskapet | -     | 1       | 0       | 0       | 1       | 1       | 2       | 1            | 1            | 0            | 0            | 5            | 3            | 2      | 1      | 0      | 1      | 6      | 5      | +1  |
| Totale             | -     | 16      | 2       | 2       | 12      | 14      | 29      | 16           | 4            | 4            | 8            | 25           | 38           | 32     | 6      | 6      | 20     | 39     | 67     | -28 |

### Andamento in campionato
| Giornata  | 1  | 2  | 3  | 4  | 5  | 6  | 7  | 8  | 9  | 10 | 11 | 12 | 13 | 14 | 15 | 16 | 17 | 18 | 19 | 20 | 21 | 22 | 23 | 24 | 25 | 26 | 27 | 28 | 29 | 30 |
| --------- | -- | -- | -- | -- | -- | -- | -- | -- | -- | -- | -- | -- | -- | -- | -- | -- | -- | -- | -- | -- | -- | -- | -- | -- | -- | -- | -- | -- | -- | -- |
| Luogo     | T  | C  | T  | C  | T  | C  | C  | T  | C  | T  | C  | T  | C  | T  | C  | T  | C  | T  | C  | T  | C  | T  | T  | C  | T  | C  | T  | C  | T  | C  |
| Risultato | P  | P  | P  | V  | P  | N  | P  | V  | P  | N  | P  | N  | P  | P  | P  | N  | P  | P  | P  | V  | N  | P  | V  | P  | P  | V  | N  | P  | P  | P  |
| Posizione | 13 | 15 | 16 | 10 | 12 | 11 | 13 | 11 | 13 | 13 | 15 | 15 | 16 | 16 | 16 | 16 | 16 | 16 | 16 | 16 | 16 | 16 | 15 | 16 | 16 | 16 | 16 | 16 | 16 | 16 |

Fonte:  OBOS-ligaen 2017, su altomfotball.no, Altomfotball.
Legenda:

Luogo: C = Casa; T = Trasferta. Risultato: V = Vittoria; N = Pareggio; P = Sconfitta.

### Statistiche dei giocatori
| Giocatore          | 1. divisjon | 1. divisjon | 1. divisjon | 1. divisjon | Norgesmesterskapet | Norgesmesterskapet | Norgesmesterskapet | Norgesmesterskapet | Coppe europee | Coppe europee | Coppe europee | Coppe europee | Altre coppe | Altre coppe | Altre coppe | Altre coppe | Totale   | Totale | Totale      | Totale     |
| Giocatore          | Presenze    | Reti        | Ammonizioni | Espulsioni  | Presenze           | Reti               | Ammonizioni        | Espulsioni         | Presenze      | Reti          | Ammonizioni   | Espulsioni    | Presenze    | Reti        | Ammonizioni | Espulsioni  | Presenze | Reti   | Ammonizioni | Espulsioni |
| ------------------ | ----------- | ----------- | ----------- | ----------- | ------------------ | ------------------ | ------------------ | ------------------ | ------------- | ------------- | ------------- | ------------- | ----------- | ----------- | ----------- | ----------- | -------- | ------ | ----------- | ---------- |
| J. Aaland          | 8           | -19         | 0           | 0           | 2                  | -5                 | 1                  | 0                  |               |               |               |               |             |             |             |             | 10       | -24    | 1           | 0          |
| M. Andersen        | 12          | 0           | 5           | 0           | 2                  | 0                  | 0                  | 0                  |               |               |               |               |             |             |             |             | 14       | 0      | 5           | 0          |
| S. Berås           | 1           | 0           | 0           | 0           | 0                  | 0                  | 0                  | 0                  |               |               |               |               |             |             |             |             | 1        | 0      | 0           | 0          |
| R. Christensen     | 16          | 5           | 1           | 1           | 0                  | 0                  | 0                  | 0                  |               |               |               |               |             |             |             |             | 16       | 5      | 1           | 1          |
| A. Corovic         | 7           | 0           | 1           | 0           | 1                  | 0                  | 0                  | 0                  |               |               |               |               |             |             |             |             | 8        | 0      | 1           | 0          |
| D. Corovic         | 25          | 0           | 1           | 0           | 2                  | 0                  | 1                  | 0                  |               |               |               |               |             |             |             |             | 27       | 0      | 2           | 0          |
| Darlan             | 4           | 0           | 0           | 0           | -                  | -                  | -                  | -                  |               |               |               |               |             |             |             |             | 4        | 0      | 0           | 0          |
| K. Deeku           | 0           | 0           | 0           | 0           | 1                  | 0                  | 0                  | 0                  |               |               |               |               |             |             |             |             | 1        | 0      | 0           | 0          |
| T. Dwe             | 0           | 0           | 0           | 0           | 2                  | 1                  | 0                  | 0                  |               |               |               |               |             |             |             |             | 2        | 1      | 0           | 0          |
| T. Ekpe            | 13          | 1           | 4           | 0           | -                  | -                  | -                  | -                  |               |               |               |               |             |             |             |             | 13       | 1      | 4           | 0          |
| M. Fjeldal Olsen   | 15          | 0           | 3           | 0           | 0                  | 0                  | 0                  | 0                  |               |               |               |               |             |             |             |             | 15       | 0      | 3           | 0          |
| A. Gundersen       | 15          | -29         | 0           | 0           | 0                  | -0                 | 0                  | 0                  |               |               |               |               |             |             |             |             | 15       | -29    | 0           | 0          |
| O. Håbestad        | 1           | 0           | 0           | 0           | 0                  | 0                  | 0                  | 0                  |               |               |               |               |             |             |             |             | 1        | 0      | 0           | 0          |
| A. Hella           | 14          | 0           | 0           | 0           | 1                  | 0                  | 0                  | 0                  |               |               |               |               |             |             |             |             | 15       | 0      | 0           | 0          |
| T. Henanger        | 13          | 0           | 2           | 0           | 1                  | 0                  | 0                  | 0                  |               |               |               |               |             |             |             |             | 14       | 0      | 2           | 0          |
| M. Holst-Pedersen  | 0           | -0          | 0           | 0           | 0                  | -0                 | 0                  | 0                  |               |               |               |               |             |             |             |             | 0        | 0      | 0           | 0          |
| A. Hylen Pedersen  | 0           | 0           | 0           | 0           | 0                  | 0                  | 0                  | 0                  |               |               |               |               |             |             |             |             | 0        | 0      | 0           | 0          |
| Y. Ibrahimaj       | 28          | 2           | 5           | 0           | 2                  | 3                  | 0                  | 0                  |               |               |               |               |             |             |             |             | 30       | 5      | 5           | 0          |
| S. Kiilerich       | 25          | 1           | 8           | 1           | 1                  | 0                  | 1                  | 0                  |               |               |               |               |             |             |             |             | 26       | 1      | 9           | 1          |
| L. Kilen           | 2           | 0           | 0           | 0           | 1                  | 0                  | 0                  | 0                  |               |               |               |               |             |             |             |             | 3        | 0      | 0           | 0          |
| P. Kovács          | 9           | 1           | 1           | 0           | -                  | -                  | -                  | -                  |               |               |               |               |             |             |             |             | 9        | 1      | 1           | 0          |
| V. Lazić           | 11          | 1           | 1           | 0           | -                  | -                  | -                  | -                  |               |               |               |               |             |             |             |             | 11       | 1      | 1           | 0          |
| V. Lövgren         | 19          | 1           | 5           | 0           | 1                  | 0                  | 0                  | 0                  |               |               |               |               |             |             |             |             | 20       | 1      | 5           | 0          |
| A. Marković        | 24          | 0           | 2           | 0           | 2                  | 0                  | 0                  | 0                  |               |               |               |               |             |             |             |             | 26       | 0      | 2           | 0          |
| A. Mohammad        | 12          | 1           | 1           | 0           | 2                  | 0                  | 1                  | 0                  |               |               |               |               |             |             |             |             | 14       | 1      | 2           | 0          |
| F. Ness            | 16          | 5           | 2           | 0           | 1                  | 1                  | 1                  | 0                  |               |               |               |               |             |             |             |             | 17       | 6      | 3           | 0          |
| T. Olsvik          | 7           | 0           | 0           | 0           | 2                  | 0                  | 0                  | 0                  |               |               |               |               |             |             |             |             | 9        | 0      | 0           | 0          |
| A. Pepa            | 13          | 0           | 3           | 0           | -                  | -                  | -                  | -                  |               |               |               |               |             |             |             |             | 13       | 0      | 3           | 0          |
| W. Pepa            | 26          | 4           | 0           | 0           | 2                  | 1                  | 0                  | 0                  |               |               |               |               |             |             |             |             | 28       | 5      | 0           | 0          |
| M. Priis Jørgensen | 7           | -12         | 0           | 1           | -                  | -                  | -                  | -                  |               |               |               |               |             |             |             |             | 7        | -12    | 0           | 1          |
| J. Rasmussen       | 28          | 6           | 3           | 0           | 1                  | 0                  | 0                  | 0                  |               |               |               |               |             |             |             |             | 29       | 6      | 3           | 0          |
| P. Rnkovic         | 20          | 4           | 2           | 0           | 0                  | 0                  | 0                  | 0                  |               |               |               |               |             |             |             |             | 20       | 4      | 2           | 0          |
| S. Stray           | 9           | 0           | 2           | 0           | 1                  | 0                  | 0                  | 0                  |               |               |               |               |             |             |             |             | 10       | 0      | 2           | 0          |
| H. Wilkinson       | 1           | 0           | 0           | 0           | 0                  | 0                  | 0                  | 0                  |               |               |               |               |             |             |             |             | 1        | 0      | 0           | 0          |